# Religiozna filozofija
Religiozna filozofija je filozofsko razmišljanje koje je inspirisano i usmereno datom religijom. To se može obaviti objektivno, ali isto tako može biti učinjeno i kao sredstvo za ubeđivanje od strane vernika date vere.
Zbog istorijskog razvoja religija, mnoge religije dele zajedničke karakteristike u pogledu svojih filozofija. Ove filozofije se često smatraju univerzalnim i uključuju verovanja koja se odnose na koncepte kao što su zagrobni život, duše i čuda. Za svaku religiju postoje različite filozofije, poput ovih: astečka filozofija, budistička filozofija, hrišćanska filozofija, hinduistička filozofija, islamska filozofija, đainistička filozofija, jevrejska filozofija, sikistička filozofija, taoistička filozofija, i zoroastrizna filozofija.

## Filozofska zajedništva
Religijska vera i filozofska refleksija su povezani jedno sa drugim. Verska tradicija utiče na filozofsko razmišljanje i verovanja sledbenika te religije.
Mnoge filozofske sličnosti su se pojavile među religijama zbog osnovnih istorijskih osnova. Na primer, abrahamske religije, koje obuhvataju judaizam, hrišćanstvo, islam, bahajsku veru, jezidi, druze, samarićane i rastafare, dele filozofske sličnosti, iako se razlikuju u svom predstavljanju ovih filozofskih koncepata kroz svoje religiozne tekstove.
U religijskim učenjima postoje i filozofski koncepti i rasuđivanja koji su koncipirani nezavisno jedan od drugog, međutim, i dalje su slični i odražavaju analogne ideje. Na primer, argument i obrazloženje za postojanje sveznajućeg Boga ili više bogova mogu se naći u nekoliko religija uključujući hrišćanstvo, islam i hinduizam. Još jedan primer uključuje filozofski koncept slobodne volje; prisutne u monoteističkim religijama kao i u politeističkim religijama.

## Tipovi

### Intuitivna religijska filozofija
Mnogi religijski koncepti se smatraju „međukulturalno sveprisutnim“, jer su „kognitivno prirodni“. Smatra se da su intuitivni, što znači da nastaju bez mnogo usmeravanja, instrukcija ili podučavanja u ranim fazama ljudskog intelektualnog razvoja, i ne proizilaze nužno iz uticaja kulture. Takvi religiozni koncepti uključuju verovanja o 'zagrobnom životu, dušama, natprirodnim agensima i čudesnim događajima'.

### Refleksivna religijska filozofija
Neki verski koncepti zahtevaju namensko podučavanje kako bi se obezbedilo prenošenje njihovih ideja i verovanja drugima. Ova uverenja su kategorisana kao reflektujuća i često se čuvaju u lingvističkom formatu koji omogućava lakši prenos. Smatra se da refleksivne filozofije značajno doprinose nastavku kulturnih i religioznih verovanja. Takve religiozne filozofije uključuju karmu, božansku imanentnu pravdu ili proviđenje, a takođe obuhvataju teološke koncepte kao što su Trojstvo u hrišćanstvu ili Braman u hinduizmu.

## Literatura
- Maffie, James;   Aztec Philosophy: Understanding a World in Motion; 2014 : NDPReview.
- Leon-Portilla, Miguel;  Native Mesoamerican Spirituality; Jun 27 2002.
- Leon-Portilla, Miguel; Aztec Thought and Culture: A Study of the Ancient Nahuatl Mind; 1990.
- Leon-Portilla, Miguel; Fifteen Poets of the Aztec World; October 15, 2000.
- Anderson, Carol (1999), Pain and Its Ending: The Four Noble Truths in the Theravada Buddhist Canon, Routledge
- Bronkhorst, Johannes (1993), The Two Traditions Of Meditation In Ancient India, Motilal Banarsidass
- Capriles, Elías, The Four Schools of Buddhist Philosophy: Clear Discrimination of Views Pointing at the Definitive Meaning (PDF), Архивирано из оригинала (PDF) 17. 7. 2011. г.
- Cousins, L. S. (1996), „The dating of the historical Buddha: a review article”, Journal of the Royal Asiatic Society, 3, 6 (1): 57—63, Архивирано из оригинала 26. 02. 2011. г., Приступљено 12. 04. 2020
- Edelglass, William; Garfield, Jay (2009), Buddhist Philosophy: Essential Readings, New York: Oxford University Press, ISBN 0-19-532817-5
- Gombrich, Richard F. (1997), How Buddhism Began, Munshiram Manoharlal
- Kalupahana, David J. (1992), The Principles of Buddhist Psychology, Delhi: Sri Satguru Publications
- Kalupahana, David J. (1994), A history of Buddhist philosophy, Delhi: Motilal Banarsidass Publishers Private Limited
- Perdue, Daniel (1992), Debate in Tibetan Buddhism, Snow Lion Publications, ISBN 978-0-937938-76-8
- Vetter, Tilmann (1988), The Ideas and Meditative Practices of Early Buddhism, BRILL
- Boehner, Philoteus. Gilson, Etienne. História da filosofia cristã: desde às origens até Nicolau de Cusa, 8a edição, Petrópolis, Vozes, 2003.
- Lara, Tiago Adão. Curso de história da filosofia: A filosofia nos tempos e contratempos da cristandade ocidental, Petrópolis, Vozes, 1999.
- Störig, Hans Joachim. História Geral da Filosofia, Petrópolis, Vozes, 2008.
- Baird, Forrest E.; Walter Kaufmann (2008). From Plato to Derrida. Upper Saddle River, New Jersey: Pearson Prentice Hall. ISBN 0-13-158591-6.
- Hillar, Marian (2012). From Logos to Trinity. The Evolution of Religious Beliefs from Pythagoras to Tertullian. Cambridge, UK; New York: Cambridge University Press. ISBN 978-1-107-01330-8.
- Richmond, James. Faith and Philosophy, in series, Knowing Christianity. London: Hodder and Stoughton, 1966.
- Chatterjee, Satischandra; Datta, Dhirendramohan (1984). An Introduction to Indian Philosophy (Eighth Reprint изд.). Calcutta: University of Calcutta.
- Cowell, E. B.; Gough, A. E. (1882). The Sarva-Darsana-Samgraha or Review of the Different Systems of Hindu Philosophy: Trubner's Oriental Series. Taylor & Francis. ISBN 978-0-415-24517-3.
- Dyczkowski, Mark S. G. (1987). The Doctrine of Vibration: An Analysis of the Doctrines and Practices of Kashmir Shaivism. Albany, New York: State University of New York Press. ISBN 0-88706-432-9.
- Guttorm Fløistad (28. 2. 1993). Philosophie asiatique/Asian philosophy. Springer Netherlands. ISBN 978-0-7923-1762-3.
- Flood, Gavin (1996). An Introduction to Hinduism. Cambridge University Press. ISBN 978-0-521-43878-0.
- Flood, Gavin (2003). The Blackwell Companion to Hinduism. Malden, MA: Blackwell Publishing Ltd. ISBN 1-4051-3251-5.
- Flood, Gavin (2005). The Tantric Body: The Secret Tradition of Hindu Religion. I. B. Tauris. ISBN 1845110110.
- Grimes, John A. (1989). A Concise Dictionary of Indian Philosophy: Sanskrit Terms Defined in English. SUNY Press. ISBN 978-0-7914-0100-2.
- King, Richard (2007), Indian Philosophy. An Introduction to Hindu and Buddhist Thought, Georgetown University Press
- Lochtefeld, James G. (2002). The Illustrated Encyclopedia of Hinduism: N-Z. The Rosen Publishing Group. ISBN 978-0-8239-3180-4.
- Müeller, Max (1899). Six Systems of Indian Philosophy; Samkhya and Yoga, Naya and Vaiseshika. Calcutta: Susil Gupta (India) Ltd. ISBN 0-7661-4296-5. Reprint edition; Originally published under the title of The Six Systems of Indian Philosophy.
- Nicholson, Andrew J. (2010), Unifying Hinduism: Philosophy and Identity in Indian Intellectual History, Columbia University Press
- Perrett, Roy W. (2000). Philosophy of Religion. Taylor & Francis. ISBN 978-0-8153-3611-2.
- Potter, Karl H. (1991). Presuppositions of India's Philosophies. Motilal Banarsidass. стр. 98. ISBN 978-81-208-0779-2.
- Radhakrishnan, S.; Moore, CA (1967). A Sourcebook in Indian Philosophy. Princeton. ISBN 0-691-01958-4.
- Radhakrishnan, Sarvepalli;  and Moore, Charles A. A Source Book in Indian Philosophy.  Princeton University Press; 1957. Princeton paperback 12th edition, 1989.  0-691-01958-4.
- Rambachan, Anantanand. "The Advaita Worldview: God, World and Humanity." 2006.
- Zilberman, David B., The Birth of Meaning in Hindu Thought.  D. Reidel Publishing Company, Dordrecht, Holland, 1988.  90-277-2497-0..  Chapter 1.  "Hindu Systems of Thought as Epistemic Disciplines".
- Corbin, Henry (april 1993). History of Islamic Philosophy. Liadain Sherrard (trans). London and New York: Kegan Paul International. ISBN 0-7103-0416-1.
- Rescher, Nicholas (1968). Studies in Arabic Philosophy. Pittsburgh: University of Pittsburgh Press.
- Russell, G. A. (1994). The 'Arabick' Interest of the Natural Philosophers in Seventeenth-Century England. Brill. ISBN 90-04-09459-8.
- Toomer, G. J. (1996). Eastern Wisedome and Learning: the Study of Arabic in Seventeenth-Century England. Oxford University Press. ISBN 0-19-820291-1.
- History of Islamic Philosophy (Routledge History of World Philosophies) by Seyyed Hossein Nasr and Oliver Leaman [eds.]
- History of Islamic Philosophy by Majid Fakhry.
- Islamic Philosophy by Oliver Leaman.
- The Study of Islamic Philosophy by Ibrahim Bayyumi Madkour.
- Falsafatuna (Our Philosophy) by Muhammad Baqir al-Sadr.
- McGinnis, Jon & Reisman, David C. (eds.), Classical Arabic Philosophy. An Anthology of Sources, Indianapolis: Hackett, 2007.
- Schuon, Frithjof. Islam and the Perennial Philosophy. Trans. by J. Peter Hobson; ed. by Daphne Buckmaster. World of Islam Festival Publishing Co., 1976, cop. 1975. xii, 217 p.  0-905035-22-4